# Prensa Gráfica
Prensa Gráfica fue una importante empresa editorial española que existió durante el primer tercio del siglo XX.

## Historia
La empresa fue fundada en 1913 por Mariano Zavala y Francisco Verdugo Landi, editores de la revista Mundo Gráfico. Prensa Gráfica surgió a partir de la unión de varias revistas ilustradas —Nuevo Mundo, Por esos Mundos y Mundo Gráfico— como competencia al grupo Prensa Española y en especial su publicación estrella, Blanco y Negro. Poco después, en 1914 la empresa se reconstituyó con la aportación de capital por parte del empresario vasco Nicolás María de Urgoiti y a partir de entonces acabaría quedando vinculada a la empresa Papelera Española de Urgoiti. Prensa Gráfica acabaría llegando a acaparar el mercado de las publicaciones ilustradas.
A lo largo de su historia la empresa editora fue propietaria de importantes publicaciones ilustradas como Mundo Gráfico, Nuevo Mundo, La Esfera o Elegancia. La Esfera fue hasta 1931 la publicación cabecera de Prensa Gráfica. En 1929 la editorial sacó una nueva revista ilustrada, Crónica, como respuesta a una exitosa publicación rival, Estampa, dirigida por Luis Montiel Balanzat. Crónica llegó a alcanzar un gran éxito durante el periodo de la Segunda República. Prensa Gráfica también publicó una colección literaria de carácter político, La Novela Política, una serie de novelas de bolsillo, La Novela Semanal, con gran difusión entre el público. y en 1934, añadió la revista Cinegramas, dedicada al mundo del cine, a su cartera de publicaciones .
Tras el comienzo de la Guerra civil, las propiedades de Prensa Gráfica quedaron en zona republicana. A medida que avanzó la contienda sus publicaciones se vieron afectadas por la escasez de papel y demás materiales. En este contexto, las revistas Crónica y Mundo Gráfico dejaron de publicarse en 1938. En 1939, tras la entrada en Madrid de las tropas franquistas y el final de la guerra, los bienes y cabeceras de Prensa Gráfica fueron incautados por FET y de las JONS.